# Cuatro Vientos (stacja metra)
Cuatro Vientos – stacja metra w Madrycie, na linii 10. Znajduje się w dzielnicy Latina, w Madrycie i zlokalizowana jest pomiędzy stacjami Aviación Española i Joaquín Vilumbrales. Została otwarta 11 kwietnia 2003 roku.